# 性別決定系統

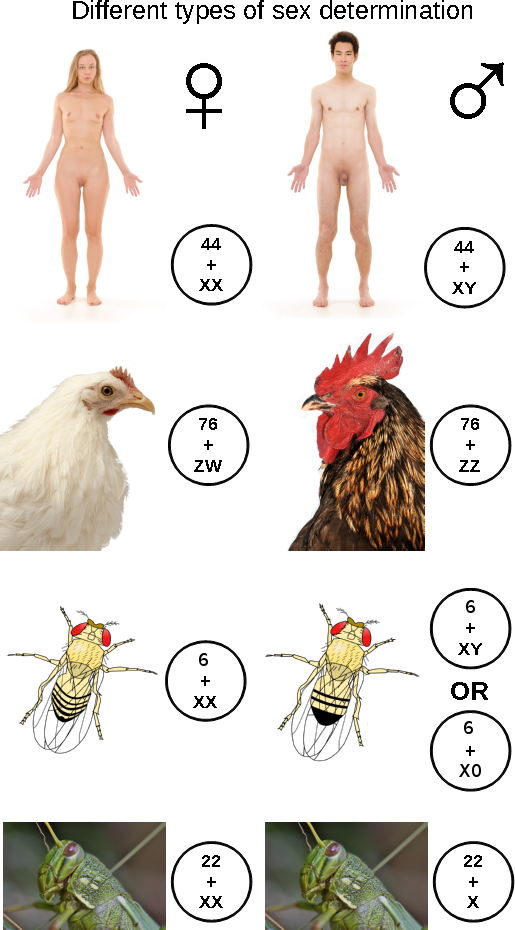
動物的某些染色體性別決定係統

性別決定系統（英語：Sex-determination system）決定生物性特徵的發展。大部分動物和植物有兩個性別，但也有些生物只有一種，或是多於兩種，如四膜蟲的「性別」（Mating type）就有七種類型。在許多情況下，性别由遗传物质决定：雄性和雌性有不同的等位基因甚至不同的基因，說明他們的性形態。在動物及雌雄異株的植物中，這往往伴隨著染色體的差異。在其他情況下，性別是由環境因素（如溫度）或社會因素。決定系統的一些細節目前還沒有完全理解。

## 染色體決定
- XX/XY （XY性別決定系統）：在大部分哺乳動物（包括人類）和部分昆蟲中，雌性有兩條X染色體，雄性有一條X染色體和一條Y染色體，植物中的銀杏亦屬之。[1]植物中的酸模，XY是雄性，XXX的是雌雄同株。
- XX/X0 （X0性別決定系統）：XY 性染色體的變異，在直翅目昆蟲（如草蜢和蟋蟀）中，雄性只有一條X染色體（X0），雌性有兩條染色體（XX），植物中的花椒亦屬之。在某些動物，X0是雄性，XX的是雌雄同體，如秀麗隱桿線蟲。
- ZZ/ZW （ZW性別決定系統）：XY 性染色體的相反，在鳥類和部分昆蟲中，雌性有兩條不同的染色體（ZW），雄性有兩條相同的染色體（ZZ），植物中的草莓亦屬之。
- ZZ/Z0 （Z0性別決定系統）：ZW 性染色體的變異，在毛翅目昆蟲中，雌性只有一條染色體（Z0），雄性有兩條染色體（ZZ）。
- 染色體倍性性別決定系統 （染色體倍性）：在膜翅目昆蟲（如螞蟻和蜜蜂）中，未受精的卵子發育成單倍體會成為雄性，發育成雙倍體會成為雌性(較可能是不育的個體)。因此，蜂王若與其他蜂巢的雄蜂交配後，她的女兒們彼此之間，也至少會有½的基因是相同的，平均有¾基因是相同的，而並非XY和ZW中的平均有½基因（又因為這種雄性，只會生產女兒，因此沒有自己父親及兒子，但卻可有自己的外公和外孫子）。因為可以更為增加親屬選擇，這可能也是這些昆蟲多為社會性昆蟲的主要原因。

| 性別   | 雌性 | 雄性   |
| ------ | ---- | ------ |
| 女兒   | 1⁄2  | 1      |
| 兒子   | 1⁄2  | 不適用 |
| 母親   | 1⁄2  | 1      |
| 父親   | 1⁄2  | 不適用 |
| 姊妹   | 3⁄4  | 1⁄2    |
| 兄弟   | 1⁄4  | 1⁄2    |
| 外婆   | 1⁄4  | 1⁄2    |
| 外公   | 1⁄4  | 1⁄2    |
| 奶奶   | 1⁄2  | 不適用 |
| 阿姨   | 3⁄8  | 3⁄4    |
| 舅舅   | 1⁄8  | 1⁄4    |
| 姑姑   | 1⁄4  | 不適用 |
| 伯叔   | 1⁄4  | 不適用 |
| 外孫女 | 1⁄4  | 1⁄2    |
| 外孫子 | 1⁄4  | 1⁄2    |
| 孫女   | 1⁄2  | 不適用 |
| 甥女   | 3⁄8  | 1⁄4    |
| 姪女   | 1⁄4  | 1⁄2    |
| 甥兒   | 3⁄8  | 1⁄4    |

- 四膜蟲的性別

## 非遺傳性性別決定系統
- 溫度-性別決定系統：在部分爬行動物中（如鱷魚、一些烏龜及喙頭蜥），性別受孵化溫度影響。
- 順序性雌雄同體：
  - 部分蝸牛，成年時最初為雄性，後來變為雌性。
  - 熱帶小丑魚：群體內的首領為雌性，其他則是雄性。雙帶錦魚則和熱帶小丑魚相反，首領為雄性。[2]
  - 海洋蠕蟲 Bonellia viridis：幼蟲與成年雌性接觸會成長為雄性，幼蟲在光禿禿的海底結束幼蟲期會成長為雌性。

但是，有些物種是沒有性別決定系統的。雌雄同體包括蚯蚓和部分的蝸牛。部分魚種、爬行動物和昆蟲是單性生殖，完全是雌性。在一些節肢動物，性別是透過細菌感染來決定：當節肢動物感染了沃爾巴克氏體屬細菌，會改變動物的性別。一些物種天生的性別原來只有ZZ，令沃爾巴克氏體的存在決定了物種的性別。
其他不尋常的系統（這部分還在研究中）：
- 劍尾魚
- 搖蚊科
- 鴨嘴獸：有10條性染色體，但缺乏哺乳動物的性別決定的SRY基因而是由AMH基因決定，這意味著鴨嘴獸的性別決定過程仍然不明。